# Rhode Island White
A Rhode Island White (Branco) é um raça de galinha originária de Rhode Island, Estados Unidos. A raça é utilizada na produção de ovos e carne. Apesar dos nomes muito parecidos e lugar comum de origem, a Rhode Island White é uma raça distinta da Rhode Island Red (vermelho). No entanto, Rhode Island Red e White podem ser acasalados para criar galinhas híbridas, como por exemplo a galinha ISA Brown.

## História
A raça Rhode Island White surgiu a partir do trabalho realizado pelo senhor J.Alonzo Jocoy de Peacedale, Estado de Rhode Island, que começou em 1888 a desenvolver a variedade, através de cruzamentos entre as raças Cochim , Wyandotte Branco e Leghorne. O rhode island foi solidificado como uma raça em 1903. Foi reconhecida primeiramente pelo American Poultry Association e esteve presente na publicação American standard of perfection em 1922. Moderadamente popular até a década de 1960, agora é uma ave relativamente rara. Ela está listada como uma raça com menos de 3.000 aves conhecidas no ano de 2003. Como raças padrão, ele também tem uma variedade anã (bantam).